# Le Teilleul
Le Teilleul ist eine französische Gemeinde mit 1.692 Einwohnern (Stand 1. Januar 2022) im Département Manche in der Region Normandie. Sie liegt im Kanton Le Mortainais.
Sie entstand als Commune nouvelle mit Wirkung vom 1. Januar 2016 durch die Zusammenlegung der bisherigen Gemeinden Le Teilleul (namensgleich), Ferrières, Heussé, Husson und Sainte-Marie-du-Bois, die in der neuen Gemeinde über den Status einer Commune déléguée verfügen. Der Verwaltungssitz befindet sich im Ort Le Teilleul.

## Gliederung
| Ortsteil                      | ehemaliger INSEE-Code | Fläche (km²) | Einwohnerzahl zum 1. Januar 2022 |
| ----------------------------- | --------------------- | ------------ | -------------------------------- |
| Le Teilleul (Verwaltungssitz) | 50591                 | 30,45        | 1.219                            |
| Ferrières                     | 50179                 | 03,51        | .0048                            |
| Heussé                        | 50245                 | 14,57        | .0191                            |
| Husson                        | 50254                 | 13,59        | .0177                            |
| Sainte-Marie-du-Bois          | 50508                 | 04,77        | .0057                            |

## Geografie
Le Teilleul liegt im Süden des Départements Manche im Pays de la Baie du Mont-Saint-Michel (Landstrich der Bucht des Mont-Saint-Michel), rund 74 Kilometer nordöstlich von Rennes und 31 Kilometer nordöstlich von Fougères. Umgeben wird Le Teilleul von den Nachbargemeinden Mortain-Bocage im Nordwesten und Norden, Barenton und Saint-Cyr-du-Bailleul im Nordosten, Mantilly im Osten, Désertines im Süden, Fougerolles-du-Plessis im Südwesten sowie Buais-les-Monts im Westen.

## Meteorit
Am 14. Juli 1845 ging bei Le Teilleul ein Meteorit auf die Erde nieder. Der einzelne gefundene Stein wurde später als sogenannter Howardit, ein seltener Meteoritentyp, klassifiziert.